# A Swingin' Safari (singolo Bert Kaempfert)
A Swingin' Safari è un singolo del musicista tedesco Bert Kaempfert, pubblicato nel 1962 ed estratto dall'album A Swingin' Safari.

## Descrizione
A Swingin' Safari è la cover (non accreditata) del brano Eyi Wala Dong, composta dal musicista ghanese Kofi Ghanaba e da questi pubblicata nel 1956 con il nome di Guy Warren assieme alla Red Saunders Orchestra nell'album Africa Speaks America Answer. Il titolo si traduce letteralmente con "il mio ringraziamento a Lui" e venne composta come ringraziamento a Dio per la nascita dei due figli dell'autore della canzone.
Il brano propone un tema distintivo principale basato sul suono del tin whistle, un flauto molto semplice. La versione di Kaempfert è forse meglio conosciuta per essere stata utilizzata come tema musicale originale del gioco televisivo Match Game, andato in onda dal 1962 al 1969. Venne anche utilizzato come tema principale dello show svedese Vi i femman, nel quale si sfidavano due squadre di scolari di quinta elementare.
A Swingin' Safari venne registrato da Bert Kaempfert per il suo album del 1962 A Swingin' Safari e pubblicato dalla Polydor Records in Europa e dalla Decca Records negli Stati Uniti. Il brano venne inoltre pubblicato nel 1962 in un singolo su 7". Il singolo è poi stato ristampato in Europa nel 1977 con differente lato B. Il brano A Swinin' Safari è stato inoltre pubblicato anche in due EP 7", pubblicati precedentemente nel 1960 in Francia e Australia.
Il brano è divenuto presto molto popolare ed è considerato un classico dell'easy listening. È stato usato per una pubblicità televisiva della ING Direct nel Regno Unito, e per la gomma da masticare Brooklyn, in Italia. Appariva anche nel film del 2000, The Dish e nei titoli di coda del film Mary and Max del 2010.

## Tracce
7" Polydor (1962), GB/Germania
1. A Swingin' Safari (musica: Bert Kaempfert)
2. Black Beauty (musica: Bert Kaempfert, Cedric Dumont)

7" Polydor (1977), Paesi Bassi/Belgio
1. A Swingin' Safari – 3:07 (musica: Bert Kaempfert)
2. Sugar Bush – 3:20 (musica: tradizionale)

## Cover (parziale)
- Il brano venne pubblicato in singolo anche da Billy Vaughn, la cui versione divenne un grande successo negli Stati Uniti, raggiungendo il #13 su Billboard.
- Bill Justis ne fece una sua versione inserita nell'album, Alley Cat/Green Onions (Bill Justis plays 12 instrumental hits).